# FK Sveikata Kybartai
Futbolo klubas Sveikata er en litauisk fodboldklub fra Kybartai. Klubben har hjemmebane på Kybartų central stadion (kapacitet 1.000).

## Historie
Klubben blev stiftet i 1919.

### Historiske navne
- 1919 – Banga
- 1920 – Sveikata
- 1949 – Žalgiris
- 1952 – GSK
- 1973 – Sveikata

## Titler

### Nationalt
- Antra lyga (D3)
  - Andenplads (2): 2000, 2016

## Historiske slutplaceringer

### Siden 1990
| Sæson     | Niveau | Liga                    | Placering | Kilde(r) |
| --------- | ------ | ----------------------- | --------- | -------- |
| 1990      | 1.     | Aukščiausioji lyga      | 15.       |          |
| 1991      | 2.     | Pirma lyga              | 14.       |          |
| 1991−1992 | 2.     | Pirma lyga              | 12.       |          |
| 1992−1993 | 2.     | Pirma lyga              | 13.       |          |
| 1993−1994 | 3.     | Antra lyga (Pietų zona) | 4.        |          |
| 1994−1995 | 3.     | Antra lyga              | 10.       |          |
| 1995−1996 | 3.     | Antra lyga              | 7.        |          |
| 1996−1997 | 3.     | Antra lyga              | 14.       |          |
| 1997−1998 | 3.     | Antra lyga (Rytų zona)  | 11.       |          |
| 1998−1999 | 3.     | Antra lyga (Rytų zona)  | 8.        |          |
| 1999      | 3.     | Antra lyga (Pietų zona) | 3.        |          |
| 2000      | 3.     | Antra lyga (Pietų zona) | 2.        |          |
| 2001      | 3.     | Antra lyga (Pietų zona) | 3.        |          |
| 2002      | 3.     | Antra lyga (Pietų zona) | 6.        |          |
| 2003      | 3.     | Antra lyga (Pietų zona) | 8.        |          |
| 2004      | 3.     | Antra lyga (Pietų zona) | 5.        |          |
| 2005      | 3.     | Antra lyga (Pietų zona) | 5.        |          |
| 2006      | 3.     | Antra lyga (Pietų zona) | 3.        |          |
| 2007      | 3.     | Antra lyga (Pietų zona) | 10.       |          |
| 2008      | 3.     | Antra lyga (Pietų zona) | 9.        |          |
| 2009      | 3.     | Antra lyga (Pietų zona) | 10.       |          |
| 2010      | 3.     | Antra lyga (Pietų zona) | 8.        |          |
| 2011      | 3.     | Antra lyga (Pietų zona) | 5.        |          |
| 2012      | 3.     | Antra lyga (Pietų zona) | 10.       |          |
| 2013      | 3.     | Antra lyga (Pietų zona) | 5.        |          |
| 2014      | 3.     | Antra lyga (Pietų zona) | 7.        |          |
| 2015      | 3.     | Antra lyga (Pietų zona) | 5.        |          |
| 2016      | 3.     | Antra lyga (Pietų zona) | 2.        |          |
| 2017      | 3.     | Antra lyga (Pietų zona) | 4.        |          |
| 2018      | 3.     | Antra lyga (Pietų zona) | 3.        | [ 1 ]    |
| 2019      | 3.     | Antra lyga (Pietų zona) | 8.        | [ 2 ]    |
| 2020      | 3.     | Antra lyga (Pietų zona) | 3.        |          |
| 2021      | 3.     | Antra lyga              | 8.        | [ 3 ]    |
| 2022      | 3.     | Antra lyga              | 14.       |          |
| 2023      | 3.     | Antra lyga              | 8.        | [ 4 ]    |
| 2024      | 3.     | Antra lyga              | 5.        |          |
| 2025      | 3.     | Antra lyga              | .         |          |

## Klub farver
| SVEIKATA | SVEIKATA |

## Nuværende trup
Pr. 8. april 2021.
| Nr. | Land    | Position | Spiller              |
| --- | ------- | -------- | -------------------- |
| 1   | Litauen | MM       | Marius Mikelkevičius |
| 1   | Litauen | MM       | Vytenis Bujauskas    |
| 12  | Litauen | MM       | Tautvydas Zavickas   |
| 4   | Litauen | FO       | Ignas Siaurusaitis   |
| 13  | Litauen | FO       | Vaidotas Norkeliūnas |
| 2   | Litauen | FO       | Mantas Kereiša       |
| 9   | Litauen | FO       | Darius Kereiša (k.)  |
| 6   | Litauen | FO       | Arnas Simanavičius   |
| 8   | Litauen | MI       | Gintaras Čibirka     |
| 7   | Litauen | MI       | Deividas Karpavičius |

| Nr. | Land    | Position | Spiller              |
| --- | ------- | -------- | -------------------- |
| 16  | Litauen | MI       | Karolis Kereiša      |
| 3   | Litauen | MI       | Rimvydas Melsbekas   |
| 10  | Litauen | MI       | Edvinas Gliaubicas   |
| 17  | Litauen | MI       | Edvinas Simanavičius |
| 11  | Litauen | AN       | Jaunius Mikalauskas  |
| 18  | Litauen | AN       | Erikas Rūškys        |
| 14  | Litauen | AN       | Artūras Pečiulis     |
| 20  | Litauen | AN       | Aurimas Zdanavičius  |
| 21  | Litauen | AN       | Matas Malinauskas    |

## Trænere
- Henrikas Katilius, (20?? – 2020)
- Naglis Miknevičius, (2020 – 2022)
- Šarūnas Litvinas, (siden januari 2022)
- Gabrielius Zagurskas (2025–)